# Ültje

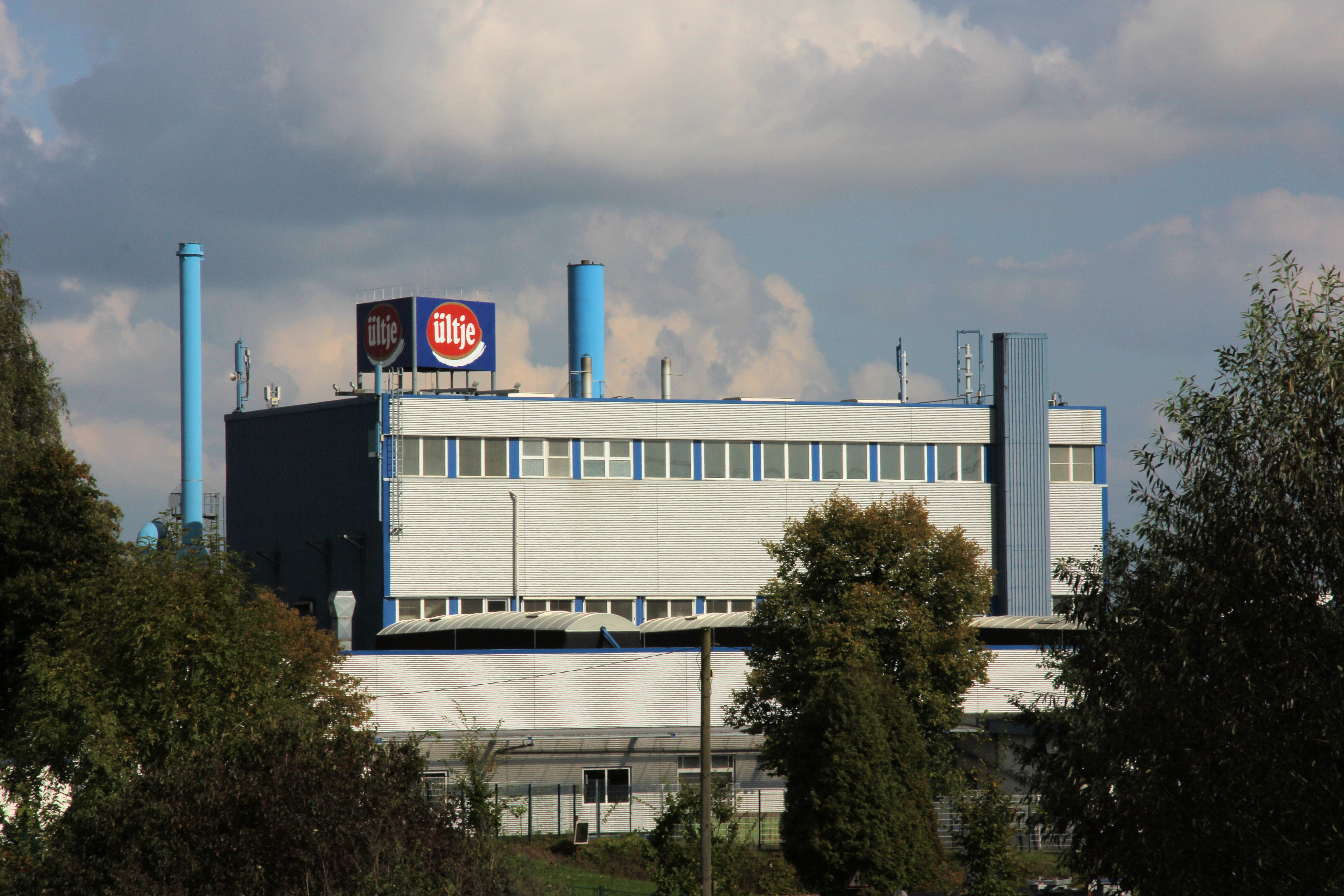
Unternehmensgebäude

Die ültje GmbH ist ein Lebensmittelhersteller mit Hauptsitz in Schwerte. Ein weiterer Produktionsstandort ist in Olsberg im Sauerland.

## Geschichte
Im Jahre 1867 ließ Alfred Russell sein Unternehmen Russell KG ins Handelsregister in Emden eintragen. Seine Nachfolger rösteten erstmals 1949 Erdnüsse in Emden und verkauften sie unter der Marke ültje. Ültje bedeutet im ostfriesischen Plattdeutsch Erdnuss. Mitte der 1960er Jahre kooperierte ültje mit der Oetker-Gruppe, zu der das Unternehmen von 1985 bis 1997 gehörte.
ültje wurde 1997 von der Felix GmbH & Co. KG übernommen. 2000 legten ültje, Felix und das niederländische Unternehmen Granaria Food ihre Nuss-Aktivitäten zusammen. Aus dieser Verbindung entstand The Nut Company (TNC), die größte Nuss-Gruppe Europas. Nach der Fusion verlagerte ültje die Produktion und Verwaltung nach Schwerte, wo das Unternehmen Felix bereits seit 1968 seinen Sitz hatte. Der ehemalige Hauptsitz Emden wurde abgerissen. Heute vertreibt ültje seine Produkte in Deutschland, Österreich, Italien und Slowenien.
2008 fusionierte The Nut Company mit dem Unternehmen Intersnack zur Intersnack-Gruppe. Diese wiederum befindet sich im Besitz der Familien Pfeifer und Langen, die auch dem gleichnamigen Lebensmittelkonzern vorstehen.
Der „ültje-Mann“, verkörpert vom österreichischen Schauspieler Andreas Steppan, war in den 1990er-Jahren das Werbeelement des Unternehmens. Im Jahre 1989 startete er mit ersten TV-Spots und dem Lied Kaum steh ich hier und singe, dessen Melodie vom Lied Cool For Cats der Gruppe Squeeze stammt. 1996 sang Stefan Raab den ültje-Song.

## Produkte
Die Produktpalette von ültje umfasst Erdnüsse, Nuss-Mischungen (z. B. Studentenfutter), Nuss-Frucht-Mischungen, Cashews und Pistazien, teigummantelte Erdnüsse und Erdnusscremes.